# Seveux
Seveux is een plaats en voormalige gemeente in het Franse departement Haute-Saône in de regio Bourgogne-Franche-Comté De plaats maakt deel uit van het arrondissement Vesoul.

## Geschiedenis
Op 1 januari 2019 fuseerde Motey-sur-Saône met Seveux tot de commune nouvelle Seveux-Motey.

## Geografie
De oppervlakte van Seveux bedraagt 17,1 km², de bevolkingsdichtheid is 27,5 inwoners per km². De plaats ligt op de rechteroever van de Saône.
De onderstaande kaart toont de ligging van Seveux met de belangrijkste infrastructuur en aangrenzende gemeenten.

## Demografie
Onderstaande figuur toont het verloop van het inwonertal (bron: INSEE-tellingen).